# Melchor Ocampo, Maravatío
För andra betydelser, se Melchor Ocampo (olika betydelser).
Melchor Ocampo är en ort i Mexiko.   Den ligger i kommunen Maravatío och delstaten Michoacán de Ocampo, i den södra delen av landet, 160 km väster om huvudstaden Mexico City. Melchor Ocampo ligger 2 289 meter över havet och antalet invånare är 349.
Terrängen runt Melchor Ocampo är kuperad åt sydväst, men åt nordost är den platt. Runt Melchor Ocampo är det ganska tätbefolkat, med 104 invånare per kvadratkilometer. Närmaste större samhälle är Maravatío, 12,6 km öster om Melchor Ocampo. I omgivningarna runt Melchor Ocampo växer huvudsakligen savannskog.